# Rudgea ayangannensis
Rudgea ayangannensis är en måreväxtart som beskrevs av Julian Alfred Steyermark. Rudgea ayangannensis ingår i släktet Rudgea och familjen måreväxter. Inga underarter finns listade i Catalogue of Life.